# Strømsgodset IF

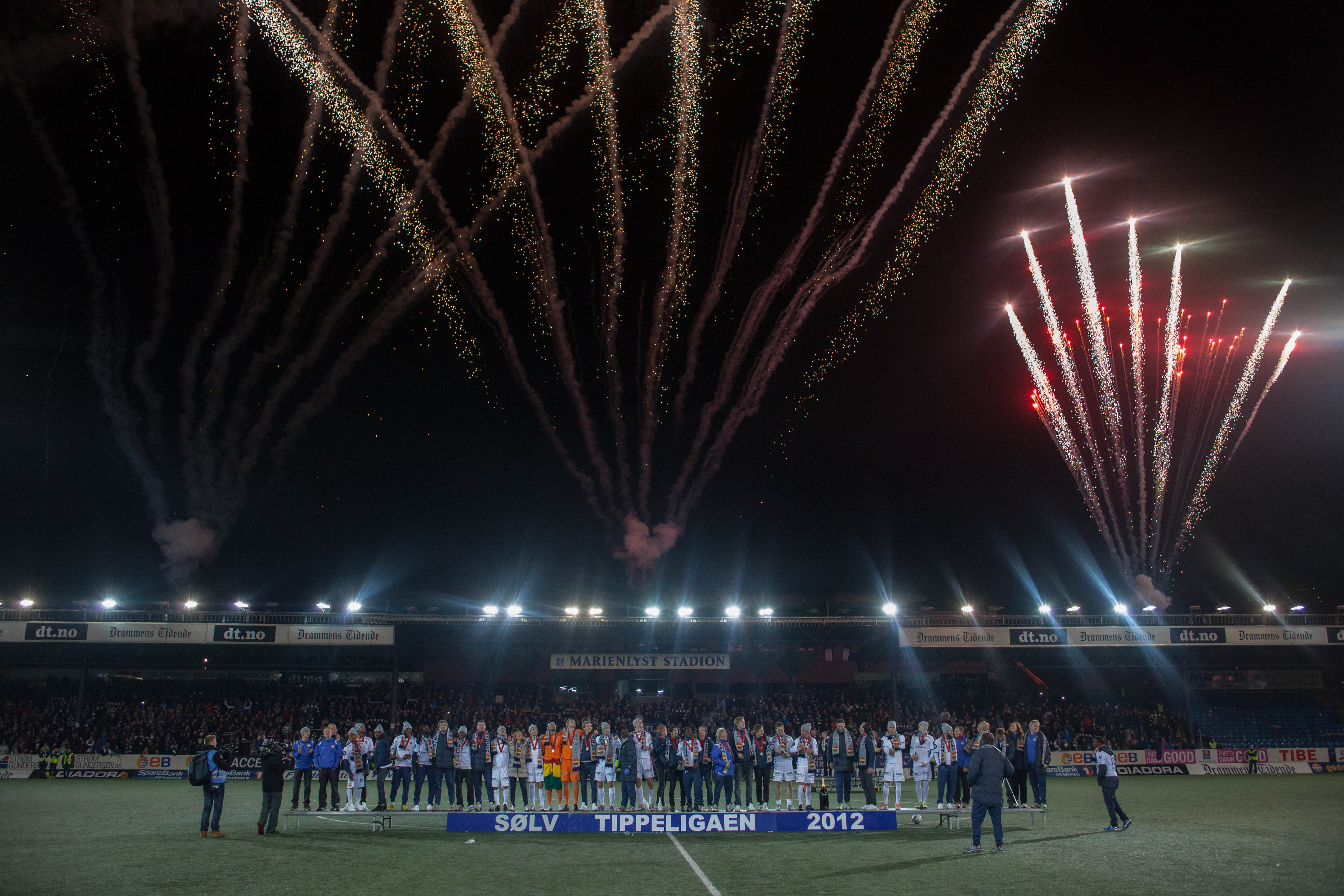
Marienlyst Stadion.

El Strømsgodset IF es un club de fútbol de la ciudad de Drammen, en Noruega. Fue fundado el 10 de febrero de 1907 y disputa sus partidos como local en el Marienlyst Stadion. En la actualidad el equipo juega en la Tippeligaen.

## Historia
Fue fundado el 10 de febrero de 1907.
Los años 60 y años 70 fueron grandes para el Strømsgodset. Liderados por el delantero Steinar Pettersen pasan de cuarta división a la Tippeligaen. Además consiguen el título de Tippeligaen y tres títulos de la Copa de Noruega.
En 1991 consigue un nuevo título de la Copa de Noruega.
En 1997 consigue un tercer puesto en la Tippeligaen y el subcampeonato en la Copa Noruega de Fútbol.
Justo antes de la temporada 2006 el club está cerca de la bancarrota, siendo salvado por un grupo de inversores. Además se produce un cambio total en la plantilla, con 13 altas y 15 bajas.
Esa campaña 2006, logra el ascenso a la Tippeligaen con cuatro jornadas de antelación y el primer puesto de la Adeccoligaen a falta de dos.

## Uniforme
- Uniforme titular: Camiseta azul, pantalón blanco y medias blancas.
- Uniforme alternativo: Camiseta, pantalón y medias blancos.

## Entrenadores
| - Yngvar Lindbo-Hansen (1952) - Karl Olav Dahlbak (1953) - Johan Wiig (1954) - Gunnar Hovde (1955–59) - Kåre Nielsen (1960) - Erling Carlsen (1961) - Gunnar Hovde (1962) - Einar Larsen (1963–66) - Ragnar Larsen (1967) - Asmund Sandli (1968) - Einar Larsen (1969–70) - Steinar Johansen (1971) | - Knut Osnes (1972) - Erik Eriksen (1973–74) - Einar Larsen (1975) - Thorodd Presberg (1976–77) - Arild Mathisen (1978) - Steinar Pettersen (1979) - Terje Dokken (1980–82) - Einar Sigmundstad (1983–84) - Bjørn Odmar Andersen (1985) - Erik Eriksen (1986) - Terje Dokken (1987–88) - Einar Sigmundstad (1989–90) | - Tor Røste Fossen (1991) - Hallvar Thoresen (1992) - Dag Vidar Kristoffersen (1993–1998) - Jens Martin Støten (1999) - Arne Dokken (2000–2002) - Vidar Davidsen (2003–04) - Anders Jacobsen (2005) - Dag Eilev Fagermo (2006–2007) - Ronny Deila (2008–14) - David Nielsen (2014–2015) - Bjørn Petter Ingebretsen (2015–) |

## Palmarés

### Torneos Nacionales
- Tippeligaen (2) : 1970, 2013
- Copa de Noruega (5) : 1969, 1970, 1973, 1991, 2010.[2]

## Participación en competiciones de la UEFA
| Temporada | Torneo            | Ronda            | Club               | Casa       | Visita | Global       |
| --------- | ----------------- | ---------------- | ------------------ | ---------- | ------ | ------------ |
| 1970–71   | Recopa de Europa  | 1                | Nantes             | 0–5        | 3–2    | 3–7          |
| 1971–72   | Copa de Europa    | 1                | Arsenal            | 1–3        | 0–4    | 1–7          |
| 1973–74   | Copa de la UEFA   | 1                | Leeds United       | 1–1        | 1–6    | 2–7          |
| 1974–75   | Recopa de Europa  | 1                | Liverpool          | 0–1        | 0–11   | 0–12         |
| 1992–93   | Recopa de Europa  | Clasificatoria   | Hapoel Petah Tikva | 0–2        | 0–2    | 0–4          |
| 1998–99   | Copa de la UEFA   | Clasificatoria 2 | Hapoel Tel Aviv    | 1–0        | 0–1    | 1–1 (4–2 p.) |
| 1998–99   | Copa de la UEFA   | 1                | Aston Villa        | 0–3        | 2–3    | 2–6          |
| 2011–12   | Liga Europea      | Clasificatoria 3 | Atlético de Madrid | 0–2        | 1–2    | 1–4          |
| 2013–14   | Liga Europea      | Clasificatoria 2 | Debreceni          | 2–2        | 3–0    | 5–2          |
| 2013–14   | Liga Europea      | Clasificatoria 3 | FK Jablonec        | 1–3        | 1–2    | 2–5          |
| 2014–15   | Liga de Campeones | Clasificatoria 2 | Steaua București   | 0–1        | 0–2    | 0–3          |
| 2015–16   | Liga Europea      | Clasificatoria 1 | FK Partizani       | 3–1        | 1–0    | 4–1          |
| 2015–16   | Liga Europea      | Clasificatoria 2 | Mladá Boleslav     | 0–1        | 2–1    | 2–2 (v.)     |
| 2015–16   | Liga Europea      | Clasificatoria 3 | Hajduk Split       | 0–2        | 0–2    | 0–4          |
| 2016-17   | Liga Europea      | Clasificatoria 1 | Hajduk Split       | 0–2        | 0-2    | 0-4          |
| 2016-17   | Liga Europea      | Clasificatoria 2 | SønderjyskE        | 2-2 (t.e.) | 1–2    | 3-4          |